# Saint Lucias flag
Saint Lucias flag er blevet anvendt siden 1. marts 1967 og blev officielt indført 22. februar 1979. Proportionerne er 1:2. Trekanten repræsenterer øens to største bjergtinder, Gros Piton og Petit Piton. Den blå farve symboliserer trofasthed samt den tropiske himmel og det smaragdblå hav, som omgiver landet. Gult står for solen, som altid stråler over øerne og for velstand. Sort og hvidt står for den kulturelle indflydelse fra både afrikanere og europæere, som har gjort sig gældende på Saint Lucia, og for at sorte og hvide kan leve og arbejde sammen. Trekanterne i emblemet repræsenterer de vulkanske toppe, de såkaldte Twin Pitons ved Soufrière. Måden hvorpå trekanterne peger opad er et symbol for håb og de mål for fremtiden, som folket på Saint Lucia har. Flaget blev skabt af den lokale kunstner Dunstan Saint Omer.